# IPad (4e génération)
L’iPad (4e génération) (commercialisé sous le nom iPad avec écran Retina et communément appelé iPad 4), est une tablette tactile développée et commercialisée par Apple. Par rapport à son prédécesseur, l'iPad de troisième génération, l'iPad de quatrième génération a conservé l'écran Retina, mais dispose de nouveaux composants tels que la puce Apple A6X et le connecteur Lightning, qui a été introduit le 12 septembre 2012 lors de la présentation de l’iPhone 5. Il est lancé sous iOS 6 et comme son prédécesseur il bénéficiera de 5 versions de iOS, jusqu'à iOS 10.
Il a été annoncé lors d'une conférence de presse le 23 octobre 2012 comme la quatrième génération de la gamme iPad, et a été commercialisé pour la première fois le 2 novembre 2012, dans 35 pays, puis jusqu'en décembre 2012 dans dix autres pays, dont la Chine, l'Inde et le Brésil. La troisième génération a été abandonnée après l'annonce de la quatrième, après seulement sept mois de disponibilité générale.
L'appareil est disponible avec un écran en verre noir ou blanc et diverses options de connectivité et de stockage. Les capacités de stockage comprennent 16 Go, 32 Go, 64 Go ou 128 Go ; les options de connectivité disponibles sont Wi-Fi uniquement ou Wi-Fi + Cellular avec capacités LTE.
L'iPad de quatrième génération a reçu des critiques positives et a été salué pour ses améliorations matérielles ainsi que pour l'écran Retina, qui était également présenté dans le prédécesseur de l'appareil. En outre, les benchmarks révèlent que l'iPad de quatrième génération est capable d'effectuer des tâches dépendantes du processeur deux fois plus vite que son prédécesseur. Au cours du premier week-end de ventes, un montant total de 3 millions d'iPad de quatrième génération et d'iPad mini ont été vendus.

## Histoire
Des rumeurs concernant l'iPad de nouvelle génération ont émergé peu après la sortie de l'iPad de troisième génération. À ce moment-là, certains ont émis l'hypothèse que le prochain iPad sorti serait de plus petite taille. D'autres spéculations sont apparues en juillet 2012 lorsque DigiTimes, avec l'aide de sources non spécifiées, a affirmé qu'Apple avait apporté de petites révisions à l'iPad à venir et avait programmé sa sortie pour la fin de 2012,. Le 16 octobre 2012, Apple a annoncé un événement médiatique prévu le 23 octobre au California Theatre de San Jose, en Californie. L'entreprise n'a pas pré-divulé le sujet de l'événement, mais il était prévisible à ce qu'il concerne l'iPad Mini. Des images photographiques du connecteur de charge et de la caméra frontale de l'appareil sont apparues peu de temps avant l'événement médiatique.
Lors de l'événement médiatique, le PDG d'Apple, Tim Cook, a présenté une nouvelle version d'iBooks et de nouvelles générations de MacBook Pro, de Mac Mini et d'iMac avant de dévoiler l'iPad de quatrième génération et l'iPad Mini. Lors de la conférence, Apple a déclaré que l'iPad de quatrième génération serait disponible en précommande en ligne dans un certain nombre de pays à partir du 26 octobre. During the unveiling, Apple stated that the fourth-generation iPad would be available to pre-order online in a selected number of countries starting October 26. Le 2 novembre, Apple a lancé le modèle Wi-Fi dans 35 pays d'Europe, d'Asie de l'Est et d'Amérique du Nord. Le modèle cellulaire a été lancé en magasin quelques semaines après la sortie initiale de l'appareil.
La sortie de l'iPad de quatrième génération a conduit à l'arrêt de son prédécesseur, ce qui a irrité de nombreux utilisateurs d'iPad de troisième génération. En réponse, Apple a prolongé sa politique de retour de 14 jours à 30 jours. ITProPortal a noté que, étant donné que le prix des deux modèles est identique, les consommateurs qui ont acheté l'iPad de troisième génération dans ce délai ont été effectivement autorisés à échanger leur appareil abandonné contre le modèle de quatrième génération.
Le 29 janvier 2013, Apple a annoncé le lancement de la variante 128 Go de l'iPad de 4e génération. Il a été commercialisé le 5 février 2013.

### Fin de vie
À la suite de l'annonce de l'iPad Air le 22 octobre 2013, les ventes de l'iPad de quatrième génération ont été interrompues. L'iPad de quatrième génération a été réintroduit le 18 mars 2014, à la suite de l'arrêt de l'iPad 2. Afin de faire de sa réintroduction en tant qu’appareil d’entrée de gamme par rapport à l'iPad Air, son prix a été réduit de 20 % par rapport à son prix de lancement initial. Le 16 octobre 2014, la commercialisation de l'iPad de quatrième génération a été arrêtée définitivement lors de la sortie de l'iPad Air 2 ; l'iPad Air a pris sa place en tant qu'iPad d'entrée de gamme à l'époque.

## Caractéristiques

### Logiciel
L'iPad de quatrième génération est livré initialement avec iOS 6.0 puis iOS 7. Il peut servir de point d'accès Wi-Fi avec certains opérateurs, en partageant sa connexion Internet via Wi-Fi, Bluetooth ou USB, et également accéder à l'App Store d'Apple, une plate-forme de distribution d'applications pour iOS. Le service permet aux utilisateurs de parcourir et de télécharger des applications depuis l'iTunes Store qui ont été développées avec Xcode et le iOS SDK et qui ont été publiées via Apple. Depuis l'App Store, GarageBand, iMovie, iPhoto et les apps iWork (Pages, Keynote et Numbers) sont disponibles.
L'iPad est livré avec plusieurs applications préinstallées, notamment Siri, Safari, Mail, Photos, Vidéo, Musique, iTunes, App Store, Plans, Notes, Calendrier, Game Center, Photo Booth et Contacts. Comme tous les appareils iOS, l'iPad peut synchroniser du contenu et d'autres données avec un Mac ou un PC à l'aide d'iTunes, bien qu'iOS 5 et versions ultérieures puissent être gérés et sauvegardés sans ordinateur. Bien que la tablette ne soit pas conçue pour passer des appels téléphoniques sur un réseau cellulaire, les utilisateurs peuvent utiliser un casque ou le haut-parleur et le microphone intégrés pour passer des appels téléphoniques via Wi-Fi ou cellulaire à l'aide d'une application VoIP, telle que Skype. L'appareil dispose d'une application de dictée, utilisant la même technologie de reconnaissance vocale que l'iPhone 4S. L'utilisateur parle et l'iPad tape ce qu'il dit à l'écran, bien que l'iPad doive disposer d'une connexion Internet disponible (via Wi-Fi ou réseau cellulaire) en raison de la dépendance de la fonctionnalité sur les serveurs Apple pour transcrire le texte.
L'iPad de quatrième génération dispose de application iBooks, qui affiche des livres et d'autres contenus au format ePub téléchargés à partir d'iBooks. Plusieurs grands éditeurs de livres, dont Penguin Books, HarperCollins, Simon & Schuster et Macmillan, se sont engagés à publier des livres pour l'appareil. Bien qu'il soit un concurrent direct de l’Amazon Kindle et du Barnes & Noble Nook, Amazon et Barnes & Noble proposent des applications de lecture électronique pour l'iPad,.
L'iPad de 4e génération, contrairement à son prédécesseur immédiat, l'iPad de 3e génération, est pris en charge par iOS 10 ; cependant, il a été annoncé lors de la WWDC 2017 d'Apple que l'iPad de 4e génération (avec les iPhone 5 et 5C) ne prendra pas en charge iOS 11, car il s'agit d'un iPad 32 bits. iOS 10.3.3 est la dernière et dernière version d'iOS à inclure la prise en charge des modèles Wi-Fi uniquement de ces appareils. iOS 10.3.4 est la dernière et dernière version d'iOS à inclure la prise en charge des modèles cellulaires de ces appareils, publié pour résoudre un problème causé par le GPS week number rollover.

### Matériel
L'appareil dispose d'un SoC Apple A6X qui comprend un processeur double cœur Apple 32 bits fonctionnant à 1,4 GHz et un GPU PowerVR SGX554MP4 quadricœur et 1 Go de RAM. Il dispose également d'une caméra arrière de 5 mégapixels capable d'enregistrer des vidéos 1080p ; et d'une caméra vidéo frontale HD 720p conçue pour FaceTime. L'appareil dispose d'un écran de 9,7 pouces de diagonale avec une résolution de 2 048 par 1 536 (QXGA) soit 3,1 millions de pixels, ce qui donne à l'écran une densité de pixels de 264 ppi. Le nombre total de pixels utilisés dans l'écran de l'iPad de quatrième génération est quatre fois celui de l'iPad 2 - offrant une mise à l'échelle égale par rapport au modèle précédent,.
Comme pour toutes les générations précédentes de matériel iPhone et iPad, il y a quatre boutons et un commutateur sur l'iPad de quatrième génération. Avec l'appareil dans son orientation portrait, il s'agit : d'un bouton "d'accueil" sur la face de l'appareil sous l'écran qui ramène l'utilisateur à l'écran d'accueil, un bouton de réveil/veille sur le bord supérieur de l'appareil, et deux boutons sur le côté supérieur droit de l'appareil exécutant des fonctions de haut/bas du volume, sous lequel se trouve un interrupteur dont la fonction varie selon les paramètres de l'appareil, fonctionnant généralement pour mettre l'appareil dans ou hors du mode silencieux ou pour verrouiller/déverrouiller l'orientation de l'écran. Extérieurement, l'iPad de quatrième génération est identique à son prédécesseur, à part les différences entre les connecteurs de charge utilisés et le changement de fabricant qui produit l'écran. En outre, la version Wi-Fi uniquement pèse 652 grammes tandis que le modèle cellulaire pèse 662 grammes - 2 grammes de plus que leurs prédécesseurs respectifs,. L'écran répond à d'autres capteurs : un capteur de lumière ambiante pour régler la luminosité de l'écran et un accéléromètre à 3 axes pour détecter l'orientation et basculer entre les modes portrait et paysage. Contrairement aux applications intégrées de l'iPhone et de l'iPod Touch, qui fonctionnent dans trois orientations (portrait, paysage-gauche et paysage-droite), les applications intégrées de l'iPad prennent en charge la rotation de l'écran dans les quatre orientations, y compris à l'envers. Par conséquent, l'appareil n'a pas d'orientation "native" ; seule la position relative du bouton d'accueil change.
La tablette est fabriquée avec ou sans la capacité de communiquer sur un réseau cellulaire. Tous les modèles peuvent se connecter à un réseau local sans fil via Wi-Fi. L'iPad de quatrième génération est disponible avec 16, 32, 64 ou 128 Go de mémoire flash interne, sans option d'extension. Apple commercialise un "kit de connexion d'appareil photo" avec un lecteur de carte SD, mais il ne peut être utilisé que pour transférer des photos et des vidéos.
La lecture audio de l'iPad de quatrième génération a une réponse en fréquence de 20 Hz à 20 000 Hz. Sans logiciel tiers, il peut lire les formats audio suivants : HE-AAC, AAC, Protected AAC, MP3, MP3 VBR, formats Audible (2, 3, 4, AEA, AAX et AAX+), ALAC, AIFF et WAV.
Cet iPad utilise une batterie lithium-ion rechargeable interne en polymère (LiPo) qui peut contenir une charge de 11 560 mAh. Les batteries sont fabriquées à Taïwan par Simplo Technology (60 %) et Dynapack International Technology (40 %). L'iPad est conçu pour être chargé avec un courant relativement élevé de 2 ampères à l'aide de l'adaptateur secteur USB de 12 W inclus et du connecteur Lightning. Bien qu'il puisse être chargé par un port USB plus ancien à partir d'un ordinateur, ceux-ci sont limités à 500 milliampères (0,5 ampères). Par conséquent, si l'iPad est utilisé lorsqu'il est alimenté par un ordinateur, il peut se charger très lentement, ou pas du tout. Les ports USB haute puissance que l'on trouve dans les nouveaux ordinateurs et accessoires offrent des capacités de charge complètes. Apple affirme que la batterie peut fournir jusqu'à 10 heures de vidéo, de lecture audio ou de navigation sur le Web sur Wi-Fi, 9 heures de navigation sur le Web via une connexion cellulaire ou un mois en veille. Comme toute batterie rechargeable, la batterie de l'iPad perd de sa capacité avec le temps. Cependant, la batterie de l'iPad n'est pas remplaçable par l'utilisateur. Dans un programme similaire aux programmes de remplacement de la batterie de l'iPod et de l'iPhone, Apple a promis de remplacer un iPad qui ne tient pas de charge électrique par une unité remise à neuf moyennant des frais,. Pendant le processus de remplacement de la batterie, les données de l'utilisateur ne sont pas conservées/transférées, et les unités réparées ou remises à neuf sont livrées avec un nouveau boîtier. La garantie sur l'unité remise à neuf peut varier selon les juridictions.
L'iPad (4e génération) était le dernier iPad doté d'un processeur 32 bits et l'un des derniers produits Apple à disposer d'un processeur 32 bits, avec l'iPhone 5 et l'iPhone 5C, qui ont les puces A6.

### Accessoires
La Smart Cover, introduite avec l'iPad 2, est une housse de protection d'écran qui se fixe magnétiquement à la face de l'iPad. Le couvercle a trois plis qui lui permettent de se convertir en support, qui est également maintenu ensemble par des aimants. La Smart Cover peut également assumer d'autres positions en la pliant. Les Smart Covers sont dotées d'un fond en microfibre qui nettoie l’écran de l'iPad et réveille l’appareil lorsque la housse est retirée. Il est disponible en cinq couleurs en polyuréthane ou en cuir à un tarif plus élevé,.
Apple propose plusieurs autres accessoires, dont la plupart sont des adaptateurs pour le connecteur Lightning propriétaire, le seul port en plus de la prise casque. L'iPad peut utiliser des claviers Bluetooth qui fonctionnent également avec les Mac et les PC. L'iPad peut être chargé à l'aide d'un adaptateur secteur ("chargeur mural") compatible avec les iPods et les iPhones, et un chargeur de 12 watts est inclus.

## Réception
L'iPad de quatrième génération a reçu des critiques positives de la part des critiques et des commentateurs. La critique de Gareth Beavis de TechRadar a fait l'éloge de l'appareil pour son écran Retina haute résolution, que TechRadar a écrit est "[...]l'un des plus impressionnants que nous ayons vus sur une tablette à ce jour". Cependant, le critique a également indiqué que l'écran "manque de 'punch' vu dans les écrans Super AMOLED vus sur des appareils comme le Samsung Galaxy Note 2". L'examen a également fait l'éloge de l'interface de l'iPad pour son design simple et sa mise en page facile à utiliser. De plus, d'autres aspects, tels que la conception de l'iPad et le SoC mis à jour, ont été notés et loués dans l'examen. De manière critique, Beavis a noté que l'iPad peut encore chauffer modérément sous une utilisation moyenne, mais pas dans la mesure vue pour l'iPad de troisième génération. Tim Stevens d'Engadget a fait l'éloge de l'écran Retina et l'a qualifié de meilleur écran disponible sur les tablettes. Les benchmarks et les tests menés par Engadget ont permis à Stevens de conclure que l'iPad de quatrième génération est l'appareil mobile Apple le plus rapide disponible, dépassant un "record" que l'iPhone 5 détenait pendant une brève période.
Les tests de référence menés par SlashGear ont conclu que le SoC de l'iPad de quatrième génération est capable d'effectuer des tâches dépendantes du processeur plus de deux fois plus rapidement que celui de l'iPad de troisième génération. Une série de tests de référence effectués sur les performances graphiques de l'iPad de quatrième génération par AnandTech a permis à l'appareil d'obtenir le score le plus élevé par rapport aux autres appareils mobiles grand public, y compris le Samsung Galaxy S III, le Nexus 10 et l'iPad de troisième génération. L'augmentation des performances de l'iPad de quatrième génération varie entre les tests, mais une augmentation est néanmoins évidente. De plus, les tests de longévité de la batterie effectués par la même organisation suggèrent que la batterie de l'iPad de quatrième génération est capable de durer plus longtemps que son prédécesseur. Cependant, la batterie de l'iPad 2 mis à jour est capable de durer plus que l'iPad de quatrième génération.

### Réception commerciale
Au cours du premier week-end de ventes de l'iPad Mini et de l'iPad de quatrième génération, Apple a annoncé qu'il avait vendu un nombre total de 3 millions d'unités. TechRadar a noté que les chiffres de vente du premier week-end pour l'iPad de quatrième génération sont inférieurs aux chiffres correspondants pour l'iPad de troisième génération, qui a vendu 3 millions d'unités au cours de son premier week-end. Des rapports et des analyses ultérieurs tels que celui de David Hsieh, un analyste technologique, suggèrent que l'iPad mini se vend mieux que l'iPad de quatrième génération. Malgré la baisse notée des ventes, le cours de l'action d'Apple, en réponse directe aux chiffres publiés, a augmenté de 1,4 % pour atteindre 584,62 $ le 5 novembre.

### Critiques
Lors d'une revue de réparabilité menée par iFixit, l'iPad de quatrième génération a obtenu un score de 2 sur 10 (10 étant le plus facile à réparer) en raison de l'utilisation de l'adhésif pour fixer les composants. Cependant, les critiques ont noté que plusieurs composants tels que l'écran et la batterie pouvaient être facilement retirés pour être remplacés.

## Chronologie
| Frise des modèles d'iPad |
| ------------------------ |
|                          |

Source : Archives de la Newsroom Apple.